# Esrum Kanal
Esrum Kanal løber fra Esrum Sø via Esrum og Snævret Skov til Dronningmølle. Kanalen, der var 9 km lang, 9 meter bred og 1 1/2 meter dyb, blev udgravet med skovl og trillebør af 300-400 arbejdsfanger, bønder og soldater. Langs kanalen var der plantet frugttræer til stor glæde for de lokale. Adolph von der Recke ledte projektet, budgettet var 60.000 rigsdaler, godkendt af Rentekammeret, som var tilstrækkeligt til at fuldføre projektet. Kanalen er i dag stort set tørlagt fra søen til Væltningen.
Kanalen blev i 1800 tallet brugt til pramfart med brændetransport fra Gribskov til Dronningmølle ved Kattegatkysten, hvorfra brændet blev fragtet til København.
Brændet blev læsset på hestetrukne pramme og ledt langs kanalen fra Esrum Sø til Væltningen i Snævret skov, hvor det blev omladet.
På grund af højdeforskelle blev Væltningen bygget i midten af Snævret skov. Her ender den brede kanal i et aflangt bassin, hvis ene sides lave bred fortsætter i en skråning ned mod det videre vandløb. Således kunne vanddybden bibeholdes, og tømmeret skulle blot væltes oppe fra det ene vandløb og ned til det næste.
Der findes en offentlig gangsti langs kanalen fra Esrum Sø til Esrum, ligesom man kan genfinde kanalen i Snævret skov. Her findes også rester af en krudtmølle og andre møller, der blev drevet af vand fra kanalen.
Kanalen var i brug fra 1805 indtil 1873, hvor den blev afløst af Gribskovbanen. En stor del af tiden blev den bestyret af forstmanden Jacob Ludvig Reck.